# Peter Beauvais
Peter Beauvais (* 9. September 1916 in Franken, Ortsteil von Weißenstadt; † 17. Dezember 1986 in Baden-Baden) war ein deutscher Regisseur.

## Leben
Der Sohn eines Fabrikdirektors emigrierte während des Nationalsozialismus in die USA, wo er neben einigen Gelegenheitsarbeiten ab 1943 auch als Schauspieler tätig war. So war er u. a.  1953 unter der Regie von Elia Kazan in dem Thriller Der Mann auf dem Drahtseil neben Fredric March als Geheimdienstpolizist zu sehen, 1954 neben Don Ameche in dem Filmdrama Fire One, wo auch der Deutsche Reinhard Glemnitz besetzt war, und im selben Jahr neben Gregory Peck in dem Agentenfilm Das unsichtbare Netz.
Nach seiner Rückkehr nach Deutschland 1946 arbeitete Beauvais zunächst als Dolmetscher, u. a. auch bei den Nürnberger Prozessen. Als alliierter Theateroffizier kam er ab 1950 wieder mit dem Theater in Berührung und inszenierte u. a. in Hannover und Stuttgart.
1954 gab er sein Debüt beim Fernsehen und 1958 als Spielfilmregisseur bei der UFA. Ab 1960 war er als freier Regisseur tätig und entwickelte sich zu einem vielfältigen und überaus produktiven Regisseur von Fernsehfilmen und -mehrteilern. So inszenierte Beauvais Straßenfeger wie den Durbridge-Krimi Ein Mann namens Harry Brent, Literaturverfilmungen wie Hauptmanns Die Ratten mit Inge Meysel, Trauer muss Elektra tragen nach Eugene O’Neill mit Peter Pasetti und Griseldis nach Hedwig Courths-Mahler mit Sabine Sinjen. Mit Martin Benrath entstand 1971 die Satire Dreht euch nicht um – der Golem geht rum! oder Das Zeitalter der Muße, außerdem drehte er für die Krimireihe Tatort und Fernsehfilme wie Sommer in Lesmona mit Katja Riemann. Die Dreharbeiten zu seinem letzten Film, Wie kommt das Salz ins Meer? nach dem Roman von Brigitte Schwaiger, konnte er selbst nicht mehr beenden; die Fertigstellung übernahm seine damalige Frau Barbara Beauvais.
Peter Beauvais war viermal verheiratet, so mit der Schauspielerin Ilsemarie Schnering, der Sängerin und Schauspielerin Karin Hübner sowie von 1963 bis 1984 mit der Schauspielerin Sabine Sinjen und danach bis zu seinem Tod mit der Fotografin Barbara Beauvais.
Seine Grabstätte befindet sich auf dem Friedhof in Weißenstadt, Oberfranken.
Sein schriftlicher Nachlass befindet sich im Archiv der Akademie der Künste in Berlin.

## Filmografie als Schauspieler (Auswahl)
- 1953: Ein Mann auf dem Drahtseil (Man on a Tightrope)
- 1954: Fire One
- 1954: Das unsichtbare Netz (Night People)

## Filmografie als Regisseur (Auswahl)
- 1958: Ist Mama nicht fabelhaft?
- 1959: Liebe, Luft und lauter Lügen
- 1960: Venus im Licht
- 1961: Die kleinen Füchse
- 1962: Onkel Harry
- 1962: Der Walzer der Toreros
- 1963: Das Glück läuft hinterher
- 1965: Bernhard Lichtenberg
- 1965: Onkel Wanja – Szenen aus dem Landleben (nach Anton Tschechow)
- 1966: Gespenster
- 1967: Zug der Zeit
- 1967: Peter Schlemihls wundersame Geschichte
- 1968: Ein Mann namens Harry Brent
- 1968: Der Unfall
- 1969: Die Ratten (nach Gerhart Hauptmann)
- 1970: Eine große Familie (TV)
- 1970: Das weite Land (nach Arthur Schnitzler)
- 1971: Eines langen Tages Reise in die Nacht (nach Eugene O’Neill)
- 1971: Dreht euch nicht um – der Golem geht rum! oder Das Zeitalter der Muße
- 1971: Deutschstunde (nach Siegfried Lenz)
- 1971: Tatort: Kressin und der tote Mann im Fleet
- 1973: Im Reservat
- 1974: Griseldis (nach Hedwig Courths-Mahler)
- 1977: Rückfälle
- 1980: Berlin Mitte
- 1983: Heimat, die ich meine
- 1986: Ein fliehendes Pferd (nach Martin Walser)
- 1986: Sommer in Lesmona
- 1988: Wie kommt das Salz ins Meer?

## Auszeichnungen
- 1968 – Bambi
- 1974 – Adolf-Grimme-Preis für Im Reservat
- 1975 – Adolf-Grimme-Preis mit Gold für Sechs Wochen im Leben der Brüder G.
- 1988 – Adolf-Grimme-Preis mit Gold für Sommer in Lesmona (posthum, zusammen mit Reinhard Baumgart, Katja Riemann und Herbert Grönemeyer)